# Жизнь непредсказуема
«Жизнь непредсказуема» (англ. Life Unexpected) — американский телесериал, премьера которого состоялась на развлекательном телеканале The CW 18 января 2010 года. Продюсируют картину Mojo Films совместно с «CBS Television Studios» и «Warner Brothers Television». Режиссёром пилотной серии стал Гари Фледер. 18 мая 2010 года The CW официально подтвердило, что у сериала будет второй сезон.
Сериал завершился 18 января 2011 года.

## Сюжет
15 лет назад после выпускного вечера Кейт Кэссиди забеременела от одноклассника Нэйта Бэйзила, в итоге она отказалась от ребёнка. Из-за проблем со здоровьем их дочь Лакс так и не прошла процесс удочерения, и за прошедшие годы сменила семь приемных семей. Теперь она хочет добиться в судебном порядке статуса совершеннолетней после шестнадцатилетия. Для этого ей необходимы подписи биологических родителей — бармена Бэйзила и популярной радиоведущей Кэссиди. Их застает врасплох тот факт, что у них есть взрослая дочь. Тем не менее, суд отказывает Лакс в её прошении и препоручает опеку Бэйзилу и Кэссиди. Вспылив, Лакс уходит от них, они же проводят ночь вместе. У Бэйзила есть подруга, Кэссиди недавно было сделано предложение от её коллеги. В конце пилотной серии Лакс переезжает жить к матери.

## В ролях

### Основной состав
- Бритт Робертсон — Лакс Кэссиди
- Шири Эпплби — Кейт Кэссиди
- Кристоффер Полаха — Нэйт Бэйзил
- Керр Смит — Райан Томас

### Второстепенный состав
- Остин Батлер — Джонс
- Рафи Гаврон — Баг
- Александра Брекенридж — Эбби Кэссиди
- Эмма Колфилд — Эмма Бредшоу
- Лэндон Либуарон — Сэм Бредшоу
- Остин Бэсис — Мэтт Роджерс
- Реджи Остин — Джейми
- Эрин Карплак — Элис
- Ксения Соло — Наташа Сивиак
- Синтия Стивенсон — Лаверна Кэссиди
- Робин Томас — Джек Бэйзил
- Шон Сайпс — Эрик Дэниэлс

## Производство
Телеканал The CW анонсировал новый сериал ещё в январе 2009 года под рабочим названием «Легкие годы» (англ. Light Years). Затем предлагались другие варианты: Lux (имя главной героини) и Life UneXpected. Однако в окончательной версии буква «x» в заглавии — строчная.

## Показ

### Рейтинги
| Сезон   | Время                                                                                   | Показ            | Показ          | Показ     | Позиция | Кол-во зрителей (в млн.) | Канал  |
| Сезон   | Время                                                                                   | Премьера         | Окончание      | ТВ-сезон  | Позиция | Кол-во зрителей (в млн.) | Канал  |
| ------- | --------------------------------------------------------------------------------------- | ---------------- | -------------- | --------- | ------- | ------------------------ | ------ |
| Сезон 1 | Понедельник 21:00/20:00 18 января — 1 марта Понедельник 20:00/19:00 8 марта — 12 апреля | 18 января 2010   | 12 апреля 2010 | 2009-2010 | #136    | 2.01                     | The CW |
| Сезон 2 | Вторник, 21:00/20:00                                                                    | 14 сентября 2010 | 18 января 2011 | 2010-2011 | #140    | 1.50                     | The CW |

### Награды
| Год  | Результат | Награда            | Номинация               | Номинант        |
| ---- | --------- | ------------------ | ----------------------- | --------------- |
| 2010 | Победа    | Teen Choice Awards | Choice TV Breakout Show | Life Unexpected |